# BEGIN (制作プロダクション)
株式会社BEGIN（ビギン、英: BEGIN Creative Production） は、テレビ・ラジオ番組・映画の制作プロダクションである。

## 略歴・概要
2008年（平成20年）10月1日プロデューサー富安いたる、鬼才ディレクター集団がテレビ界に革命を起こすため設立したクリエイティブ映像プロダクションである。BEGINのIに付いている四つ星は「OMOSHIROI,UMAI,HAYAI,YSUI」の意味で、常に「今がスタート地点」と認識し、仕事に取り組んでいる。入社条件に「面白さ」が要求されるが、既存のスタッフに「面白い者がいない」のが特徴の会社である。YOUは何しに日本へ?ではギャラクシーなどさまざまな賞を獲得、2年連続で最高視聴率を獲り黄金のマイク2つ所有。びっくり人間（大きい人、小さい人、毛深い人、巨乳の人…etc.）などを扱う番組を得意とする反面、情熱大陸、BSジャパンの「母の味宅配便」などのシリアスなドキュメンタリーも得意とする、近代まれに見るオールマイティな制作会社である。
（社訓） B：ボーナスが出なくても、決して不貞腐れない！ Ｅ：笑みを絶やさず、明るく楽しい職場作りを! G：元気に大きな声で、朝の「おはようございます」、帰りの「お疲れさまでした」の挨拶! I：いつまでも、あると思うな「会社」と「仕事」！ N：「何度も確認」を習慣にしよう!

## 所属スタッフ
- 富安いたる（代表取締役：プロデューサー）
- 日向健（取締役：チーフディレクター）
- 竹前光昭（取締役：プロデューサー）
- 大谷征史（取締役：チーフディレクター）
- 長谷川光生（プロデューサー）
- 小河さゆり（プロデューサー）
- 國島聖太（ディレクター）
- 池阪真緒（ディレクター）
- 福本真優（ディレクター）
- 三枝木里美（アシスタントプロデューサー）
- 片野周（チーフAD）
- 青井貴弘（アシスタントディレクター）
- 喜屋武剣也（アシスタントディレクター）
- 石原玲菜（アシスタントディレクター）
- 関野紗織（経理）

## 主なテレビ番組作品
NHK系列
- プロジェクトQ（2014年5月）

日本テレビ系列
- もうひとつの箱根駅伝（2009年1月）
- 衝撃スクープ裏のウラ 全部ホンモノ最強版・第9弾（2009年4月）
- もうひとつの箱根駅伝（2010年1月）
- 衝撃スクープ裏のウラ 全部ホンモノ最強版!!第10弾（2010年3月）
- もうひとつの箱根駅伝（2011年1月）
- 24時間テレビ マラソンの裏側（2011年8月）
- ピン子&今田のニッポン(秘)お値段〜禁断!!お金のワイドショー（読売テレビ、2012年1月）
- スッキリ!! きょうの特集 1200人の巨大合コン"街コン"舞台裏に密着!（2012年1月）
- news every. 特集"国際結婚イラン人パン職人"（2012年1月）
- 行列のできる法律相談所（2012年2月）
- news every. 特集コーナー ほのぼの二人三脚おもしろ夫婦商売（2012年10月）
- news every. 特集コーナー パパはトルコ料理人密着!ワケあり別居生活（2013年5月）
- サタデーバリューフィバー 研修の鬼（2013年6月）

テレビ朝日系列
- 今すぐ使える豆知識 クイズ雑学王（2009年9月）
- サンデー・フロントライン（2010年4月-2011年9月）
- トリハダ（秘）スクープ映像100科ジテン・一挙に見せます3時間SP（2010年9月）
- トリハダ（秘）スクープ映像100科ジテン・驚きあり、笑いあり、涙ありの2時間SP（2010年10月）
- マンガみたいな!!ミラクル映像博覧会（2010年12月-不定期放送中）
- 超タイムショック（2010年12月）
- お正月だよ!初トリハダ朝から昼間でぶっ通しスペシャル（2011年1月）
- トリハダ（秘）スクープ映像100科ジテン特別編（2011年1月）
- トリハダ（秘）スクープ映像100科ジテン（2011年1月）
- 前説王2011（2011年1月-2月）
- トリハダ（秘）スクープ映像世界のスゴイ映像100連発SP（2011年3月）
- トリハダ（秘）スクープ映像世界のスゴイ映像100連発SP（2011年4月）
- トリハダ（秘）スクープ映像世界のスゴイ映像100連発（2011年4月-7月）
- 前説王2011夏（2011年8月-9月）
- 芸能人雑学王No.1決定戦（2011年9月）
- 前説王（2012年2月）
- レンズが震えた!3・11映像の証言（2012年3月）
- 仰天!満点!ビックリ王国（2012年3月）
- もう一度みたいのは誰だ!世界の魔術!幻術!奇術!超マジシャンズリーグ（2012年3月）
- もう一度みたいのは誰だ!世界の魔術!幻術!奇術!超マジシャンズリーグ2012（2012年8月）
- 前説王2012夏（2012年8月）
- THE衝撃場（2012年12月）
- 前説王2013（2013年1月）
- 世界なるほど!CM学院（2013年3月）
- Good Stories 〜エミュの涙〜（2013年4月）
- 55時間テレビ ビートたけしのTVタックル特別編（2013年12月）
- ミッドナイトフライデー芸能人親子の仰天滞在記〜これが世界の秘境のガッコウだ〜（2014年2月）
- 世界の芸能界!最強スキャンダル列伝!（2014年5月）
- ビートたけしのTVタックル（2014年7月）
- 世界 びっくり番組表（2014年7月）
- テレ朝動画サイサイてれび（2014年10月-11月）
- トリハダ映像SP（2014年11月）
- トリハダ(秘)スクープ映像100科ジテン3HSP（2015年1月）
- トリハダ(秘)スクープ映像100科ジテン3HSP（2015年2月）
- 羽鳥慎一の開運!お騒がせ生新年会（2015年1月）

TBS系列
- ざっくりマンデー!!（2008年12月）
- 総力報道!THE NEWS・特集「保育園」（2009年9月）
- 二人能力クイズ!ダブルブレイン（2009年10月）
- 激撮!全国警察24時 年末大捜査スペシャル（2009年12月）
- 激撮!密着警察24時 犯罪捜査最前線SP（2010年9月-現在継続中）
- 時空を超えた大実験!〜もしも江戸の生活をしてみたら大変な事になりましたスペシャル（2010年10月）
- キングオブチェアー（2010年10月-現在放映中）
- 飛び出せ!科学くん 史上最大の大実験SP（2011年1月）
- 飛び出せ!科学くん（2011年2月）
- 飛び出せ!科学くん（2011年6月）
- 情熱大陸 伊藤羽仁衣（MBS、2011年6月）
- 情熱大陸 菓子職人・プランナー小山進（MBS、2012年2月）
- わたしイタ親ですか（2013年3月）
- ご当地グルメでクールジャパン（CBC、2013年9月）
- 情熱大陸 武井咲（MBS、2014年5月）
- HKT48のおでかけ!（2013年1月-2014年6月）
- ウソ!ホント?マジで!?（MBS、2015年5月）

テレビ東京系列
- 世界を変える100人の日本人! JAPAN☆ALLSTARS「塚本康浩」（2009年2月）
- 世界を変える100人の日本人! JAPAN☆ALLSTARS「八木秀次」（2009年7月）
- 世界を変える100人の日本人! JAPAN☆ALLSTARS「梅林正直」（2009年7月）
- アスリート感動劇場 〜1億の心に響く物語〜3（2010年9月）
- ワンさかペット ニャンと101匹大作戦（2011年2月）
- この日本人がスゴイらしい。 Brand New Japan（2011年2月）
- ワンさかペット ニャンと101匹大作戦（2011年4月）
- レディス4 GW特集!写真を撮ろう〜河口湖編（2011年4月）
- 夏休みのススメ!〔サマバケ〕キッズの冒険（2011年7月）
- ソロモン流 賢人:坂東元(旭川動物園園長)（2011年7月）
- 世界の秘境で大発見!日本食堂2（2011年8月）
- 日曜ビッグバラエティ 世界で頑張る日本人（2011年8月）
- レディス4 東京近郊・憧れの田舎暮らし（2011年10月）
- ありえへん∞世界（2011年10月）
- 日経スペシャル 未来世紀ジパング〜沸騰現場の経済学〜（2012年3月）
- 日曜ビッグバラエティ 秘境に嫁いだ日本人妻（2012年6月）
- 日曜ビッグバラエティ 世界の秘境で大発見!日本食堂5（2012年6月）
- 土曜スペシャル 辿り着いたらスゴかった!一生に一度は行きたい旅（2012年6月）
- 日曜ビッグバラエティ ニッポン最果て村を守る 村にたった1人の仕事人（2012年7月）
- YOUは何しに日本へ?（2013年4月-継続中）
- ソロモン流 坂上忍（2014年4月）
- ソロモン流 賢人・熊倉純一(空師)（2014年9月）
- 日曜ビッグバラエティ 世界中からコンニチハ!?秘境のニホン語学校（2014年10月）
- にっぽん!いい旅（2015年3月）

フジテレビ系列
- ギネス世界記録公認!びっくり超人100連発スペシャル（2009年3月）
- 新報道2001・マネーコンパス「シャボン玉石けん」（2009年4月）
- 新報道2001・マネーコンパス「バイオミメティクス『シルク革命』」（2009年5月）
- ギネス世界記録公認!びっくり超人100連発スペシャル2（2009年9月）
- 新報道2001・マネーコンパス「飲食店の舞台裏」（2009年10月）
- ギネス世界記録公認!びっくり超人100連発スペシャル3（2010年3月）
- ギネス世界記録公認!びっくり超人100連発スペシャル4（2010年9月）
- ニッポン!超人ヒーロー発見伝（2010年11月）
- カキューン!!TKOの大人のアホぢから（関西テレビ、2011年5月）
- 新報道2001 新エネルギーに取り組む町（2011年7月）
- ワーストカップ（2011年12月）
- 新報道2001 特集コーナー 石原和幸（2012年4月）
- お台場政経塾（2012年8月）
- ヨルスパ!"変愛"合コンバラエティーワケあり姫とフェチ王子（関西テレビ、2012年9月）
- お台場政経塾元旦SP（2013年1月）
- 土曜プレミアム ガリレオからの挑戦状～実験す（2013年6月）
- あの娘俺のこと好きだったんじゃねーの!?（関西テレビ、2013年9月）
- 大陸横断アドベンチャー!!巨大危険生物を捕獲せよ（2013年12月）
- お台場政経塾（2014年1月）
- びっくり超人おもてなしツアー（2014年9月）
- キッチンはこの町すべて（関西テレビ、2014年9月）
- クラベ〜ル（東海テレビ、2014年7月,2015年3月）
- 世界で発見!びっくり超人大集合〜仰天スゴ技50連発SP（2015年3月）
- 日曜ファミリア 大陸横断アドベンチャー 巨大危険生物を捕獲せよ!（2016年1月）

衛星放送
- 天下統一CG将軍2（BSジャパン、2008年10月-）
- K-POP&韓国ドラマ…スターが生まれる場所〜武井咲・ヨンア韓流ルーツへの旅〜（BS日テレ、2011年5月）
- 世界探訪!空港物語 スペイン・バルセロナ空港（BS日テレ、2012年7月）
- 世界探訪!空港物語 スペイン・マドリード空港（BS日テレ、2012年7月）
- サントリー特番 日本の茶心〜究極のお茶を目指す企業の挑戦〜（BSジャパン、2012年9月）
- 母の味宅配便（BSジャパン、2012年10月-継続中）
- アーティストドキュメント 藤巻亮太 レミオロメン活動休止からソロへ（NHK BSプレミアム、2012年10月）
- 世界探訪!空港物語 マレーシア・クアラルンプール国際空港（BS日テレ、2012年11月）
- 世界探訪!空港物語 マレーシア・ランカウイ国際空港（BS日テレ、2012年11月）
- はこびの進化論 〜トラックに魅せられた人たち〜（BSジャパン、2013年2月）
- 夢をかなえる supported by KUMON（BSジャパン、2013年7月-継続中）
- 不況と戦う金融最前線〜働く人を支える"ろうきん"とは?〜（BSジャパン、2013年8月）
- 武井咲 19歳の休日 韓国ひとり旅（BS日テレ、2013年7月）
- 絶対みたい"世界遺産"最強ツアー!（BS日テレ、2014年3月）
- 武井咲 21歳の好奇心（BS日テレ、2015年2月）
- にっぽん真発見（BSジャパン、2015年4月-継続中）